# Camulógeno

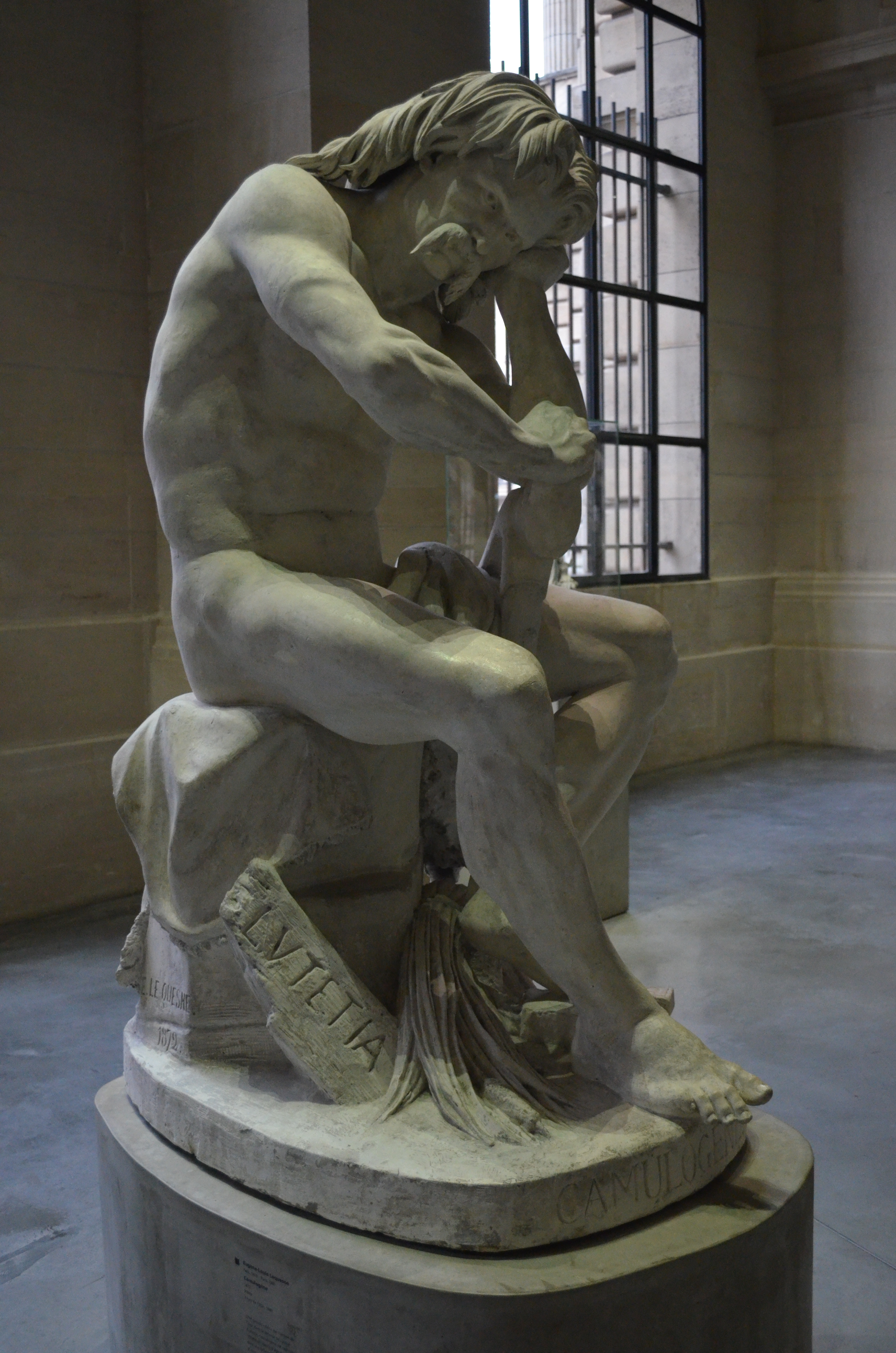
Camulógeno

Camulógeno (en latín, Camulogenus) fue un anciano aulerco y líder de la coalición del año 52 a. C. de los pueblos de la cuenca del Sena según Julio César. Puso en marcha una política de tierra quemada, incendiando Lutecia al tiempo que intentaba atrapar a las tropas de Tito Labieno. Murió en la batalla de Lutecia. La Rue Camulogène de París recibe su nombre por él.